# Hohe Fichte
Hohe Fichte ist ein Gemeindeteil der kreisfreien Stadt Ansbach (Mittelfranken, Bayern). Hohe Fichte liegt in der Gemarkung Claffheim.

## Geografie
Westlich des Weilers liegt das Holzfeld, im Osten der Gemeindewald. Die Staatsstraße 2221 führt nach Claffheim (0,3 km südlich) bzw. zu einer Anschlussstelle der Bundesstraße 13 (0,1 km nordöstlich).

## Geschichte
Im Rahmen des Gemeindeedikts wurde Hohe Fichte dem 1808 gebildeten Steuerdistrikt Burgoberbach und der wenig später gegründeten Ruralgemeinde Burgoberbach zugeordnet. Mit dem Zweiten Gemeindeedikt (1818) wurde Hohe Fichte nach Claffheim umgemeindet. 1821/22 unternahm das Landgericht Ansbach Anstrengungen, die dem Herriedener Landgericht unterstehenden Orte Claffheim, Hohe Fichte, Seebronn und Winterschneidbach sich einzuverleiben, was jedoch am fehlenden Interesse der betroffenen Orte scheiterte.
Am 1. Juli 1972 wurde Hohe Fichte im Zuge der Gebietsreform in Bayern in die Stadt Ansbach eingegliedert.

## Einwohnerentwicklung
| Jahr      | 001818 | 001840 | 001861 | 001871 | 001885 | 001900 | 001925 | 001950 | 001961 | 001970 | 001987 |
| Einwohner | 9      | 5      | 10     | 8      | 7      | 10     | 9      | 17     | 3      | 6      | 12     |
| Häuser    | 2      | 1      |        |        | 1      | 1      | 2      | 2      | 1      |        | 3      |
| Quelle    | [ 9 ]  | [ 10 ] | [ 11 ] | [ 12 ] | [ 13 ] | [ 14 ] | [ 15 ] | [ 16 ] | [ 17 ] | [ 18 ] | [ 1 ]  |

## Religion
Der Ort ist evangelisch-lutherisch geprägt und bis heute nach St. Bartholomäus (Brodswinden) gepfarrt. Die Einwohner römisch-katholischer Konfession sind nach St. Nikolaus (Burgoberbach) gepfarrt.